# Гарнье, Жозеф
Жозеф-Клемент Гарнье (фр. Joseph-Clément Garnier; 3 октября 1813, Бёй — 25 сентября 1881, Париж) — французский экономист, политэконом, педагог, редактор и политик; сенатор от Приморских Альп.

## Биография
Жозеф Гарнье родился 3 октября 1813 года во французском селе Бёй в Приморских Альпах в семье местного фермера. По окончании средней школы в Драгиньяне, поступил в Высшую парижскую школу коммерции.
Преподавал в различных учебных заведениях (включая альма-матер) политическую экономию и коммерческие науки.
В августе 1860 года его заслуги перед отечеством были отмечены орденом Почётного легиона.
В 1876 году Жозеф-Клемент Гарнье был избран сенатором от родного департамента.
Издал вместе с Росси и снабдил введением сочинения Мальтуса; основал франкоязычный «Journal des économistes» и редактировал его до самой смерти.
Ж. Гарнье был последователем Фредерика Бастиа, сторонником идей экономического либерализма Сэ и теории народонаселения Мальтуса. Был избран в члены Академии моральных и политических наук.
Жозеф-Клемент Гарнье умер 25 сентября 1881 года в городе Париже и был погрёбён на Кладбище Монмартр.